# Pauline Cushman

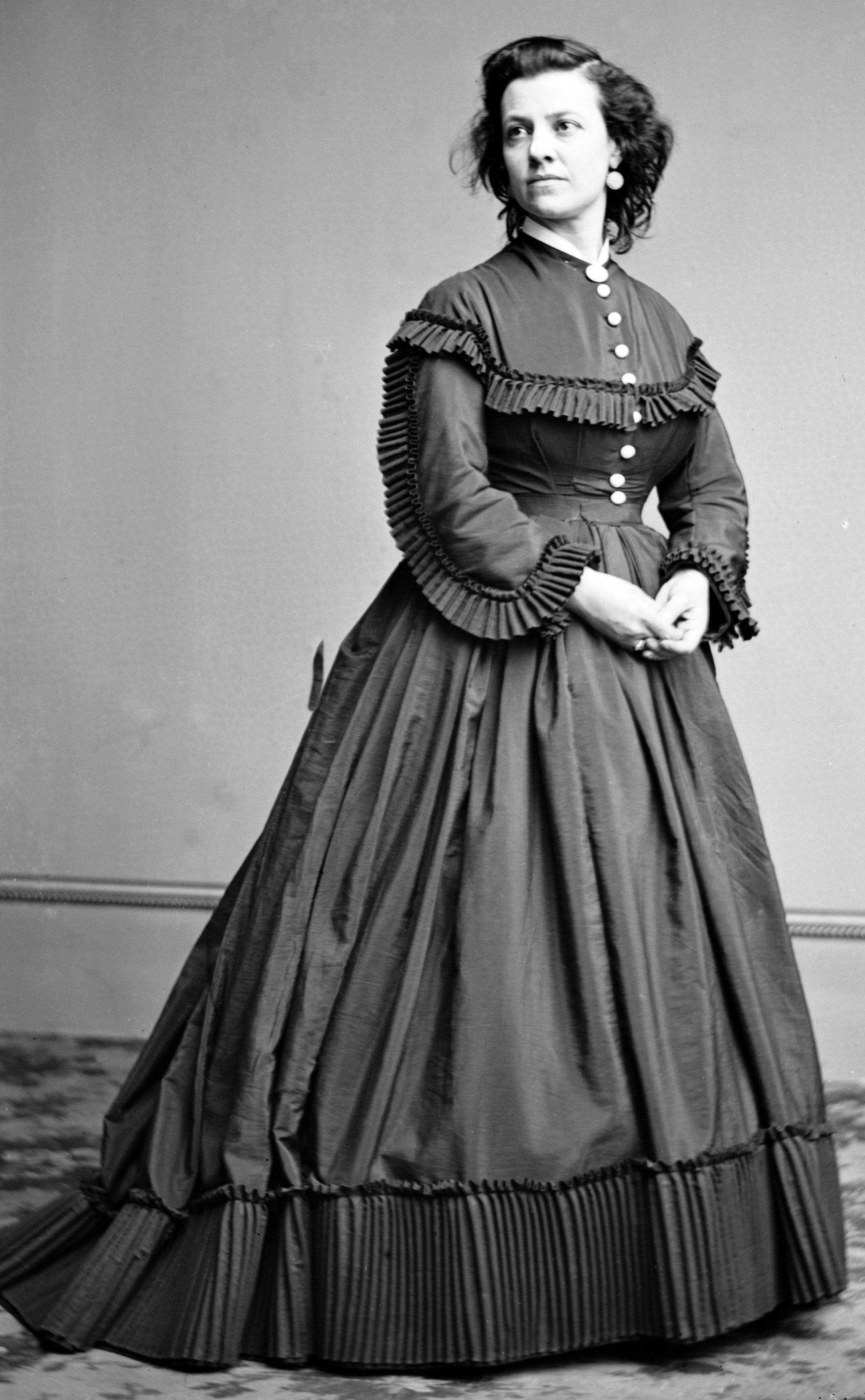
Pauline Cushman

Harriet Wood (* 10. Juni 1833 in New Orleans, Louisiana; † 2. Dezember 1893 in San Francisco, Kalifornien), bekannt unter ihrem Künstlernamen Pauline Cushman, war eine US-amerikanische Schauspielerin und Spionin der Nordstaaten im Amerikanischen Bürgerkrieg. Während ihrer Mission wurde sie von der konföderierten Armee enttarnt, vor ein Militärgericht gestellt und als erste Frau der Vereinigten Staaten zum Tode verurteilt, allerdings wurde das Urteil aufgrund der heranrückenden Unionstruppen nicht vollstreckt. Für ihre Verdienste erhielt sie von der Unionsarmee den Rang eines Brevet-Major, weshalb sie fortan als Miss Major Cushman angesprochen und nach ihrem Tod mit militärischen Ehren bestattet wurde.

## Leben

### Kindheit und Jugend
Pauline Cushman wurde unter dem Namen Harriet Wood als Kind eines spanischen Händlers und der Tochter eines französischen Winzers in New Orleans geboren. Laut ihrem Biografen Ferdinand Sarmiento waren die Eltern aus Europa durchgebrannt, weil die Familien einer Ehe nicht zustimmen wollten, und in die Vereinigten Staaten ausgewandert. Allerdings trägt ein späterer Volkszählungsbogen hinter ihrem Geburtsort den Vermerk foreign (deutsch: ausländisch), was darauf hinweisen könnte, dass sie erst nach ihrer Geburt in die Staaten kam. Von den acht Kindern ihrer Eltern war Pauline das einzige Mädchen. Sie beschrieb ihre Mutter als stille, duldsame Frau, ihren Vater hingegen als von harschem Temperament. 
Als sie zehn Jahre alt war, zog die Familie nach Grand Rapids in Michigan, einem Handelsposten, wo auch einige Indianer lebten. Pauline wuchs mit indianischen Freunden auf, von denen sie Reiten und Kanufahren lernte. Eigenen Angaben zufolge erhielt sie von ihnen den Namen Laughing Breeze (dt. Lachende Brise). Innerhalb der Familie gab es Spannungen, nicht nur zwischen den Eltern. Auch Pauline und einer ihrer Brüder zerstritten sich dauerhaft. Um 1850 herum zog es sie nach New York, wo sie Schauspielerin wurde und sich den Künstlernamen Pauline Cushman zulegte. Sie trat auch in ihrer alten Heimat New Orleans auf, wo sie für ihre Schönheit und Ausstrahlung frenetisch gefeiert wurde. Etwa 1853 heiratete sie Charles Dickinson, der im Orchester spielte. Das Paar hatte zwei Kinder, Ida und Charlie, die jedoch kurz nacheinander jung starben.

### Spionage
Obwohl selbst in den Südstaaten geboren, stand Pauline im Bürgerkrieg auf der Seite der Union. Beim Kriegsausbruch 1861 spielte ihre Truppe in Cleveland, Ohio. Ihr Mann trat als Musiker in die Unionsarmee ein, starb jedoch im Dezember 1862 an Dysenterie oder Fleckfieber. Im März 1863 übernahm sie am Wood’s Theater in Louisville, Kentucky, eine Rolle in dem Stück The Seven Sisters. Hier wurde sie von zwei Offizieren der Südstaaten kontaktiert, die ihr eine hohe Geldsumme boten, wenn sie während der Vorstellung einen Trinkspruch auf Jefferson Davis und die Konföderation ausbringen würde. Obwohl Kentucky von den Unionstruppen gehalten wurde, gab es dort viele Sympathisanten der Südstaaten. Pauline informierte umgehend Oberst Moore, der das Amt des Provost Marshal für die Unionsarmee versah. Dieser riet ihr, den Trinkspruch auszubringen, um sich öffentlich als treue Südstaatlerin zu positionieren und mit Hilfe dieser Tarnung für die Union spionieren zu können. Er selbst werde mit weiteren Offizieren der Vorstellung beiwohnen, um ihren Auftritt um so mutiger erscheinen zu lassen. Cushman tat wie geheißen und hob auf der Bühne das Glas mit den Worten: „Auf Jefferson Davis und die Südliche Konföderation! Möge der Süden stets seine Ehre und seine Rechte bewahren!“

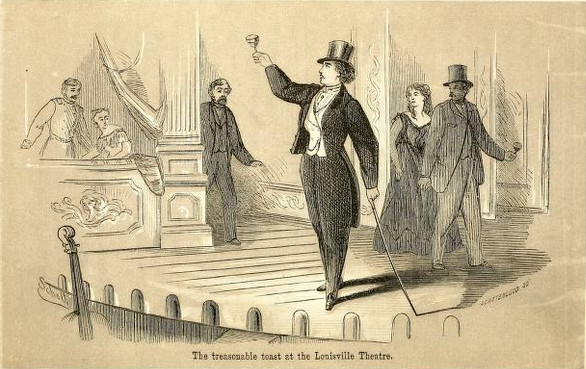
Pauline Cushmans Trinkspruch auf der Bühne

Mit diesen Worten löste sie einen Tumult aus und wurde nur eine Stunde später von ihrer Schauspieltruppe entlassen. Zugleich hatte sie aber die Herzen der konföderierten Sympathisanten gewonnen und knüpfte in den nächsten Tagen zahlreiche Bekanntschaften. Von ihnen erfuhr sie Namen von Spionen und Kurieren der Südstaaten, Pläne für kleine Guerillatruppen in der Umgebung sowie für Transporte von Hilfsgütern zur konföderierten Armee. Zudem fand sie heraus, wie Nachrichten in die Südstaaten geschmuggelt wurden, u. a. im Kropf von Hühnern oder in den Griffen von Buttermessern. Ihrem Biografen zufolge verkleidete sie sich des Öfteren, um feindliche Spione zu enttarnen, beispielsweise als entkommener Konföderierter oder Bauernjunge. Auch wird ihr zugeschrieben, verletzte Unionssoldaten vor der Vergiftung durch eine Kollaborateurin der Südstaaten bewahrt zu haben.
Ihre Erfolge führten dazu, dass Oberst Moore sie nach Nashville, Tennessee schickte, um dort ebenfalls feindliche Spione ausfindig zu machen. Zu diesem Zweck nahm Pauline das Angebot des Theaterbesitzers J. R. Allen an, als Schauspielerin im New Nashville Theater aufzutreten. Um ihre Tarnung als konföderierte Rebellin aufrechtzuerhalten, verweigerte Oberst Moore ihr einen Passierschein, so dass Pauline scheinbar gegen den Willen der Unionsarmee aus Louisville entkam. Damit machte sie sich in Nashville äußerst beliebt, was ihr die Möglichkeit gab, neue Kontakte zu knüpfen. Im Mai 1863 wurde sie allerdings von Oberst William Truesdail mit der sehr viel gefährlicheren Mission betraut, die Armeelager des konföderierten Generals Braxton Bragg aufzusuchen, die sich in Columbia, Shelbyville, Wartrace, Tullahoma und Manchester befanden. Unter dem Vorwand, nach ihrem Bruder zu suchen, der in der Armee der Südstaaten diente, sollte sie in den Lagern Informationen über deren Befestigungen und Transportwege sammeln. Dabei schärfte er ihr insbesondere ein, keine Notizen bei sich zu tragen, sondern sich so viel wie möglich zu merken. Wie es das Protokoll erforderte, leistete Pauline bei diesem Treffen einen Eid auf die Union und wurde somit Angehörige der Army of the Cumberland.
Offiziell als Rebellin in den Süden verbannt, erhielt Pauline in Columbia Empfehlungsschreiben von Angehörigen der konföderierten Armee. Sie war so beliebt, dass Hauptmann Blackman ihr eine konföderierte Uniform schneidern ließ und ihr vorschlug, sein Flügeladjutant zu werden. In Shelbyville verstieß sie schließlich gegen ihre Instruktionen und nahm die Pläne eines Ingenieurs der konföderierten Armee an sich. Auch in Wartrace brachte sie so viele Papiere wie möglich an sich und in Tullahoma fertigte sie Zeichnungen an, die sie in ihrer Schuhsohle versteckte. Bei dem Versuch, nach Nashville zurückzukehren, wurde sie jedoch ohne Pass aufgegriffen und gefangen genommen. Eine kurze Zeit lang stand sie unter der Aufsicht John Hunt Morgans, mit dem sie laut ihren eigenen Angaben trotz ihrer unterschiedlichen politischen Ansichten persönliche Sympathie verband. General Nathan Bedford Forrest hingegen erkannte sie als Unionsspionin und überführte sie nach Shelbyville. Dort wurden bei einer Durchsuchung ihrer Schuhe und Gepäckstücke ihre Skizzen und die gestohlenen Papiere gefunden. 

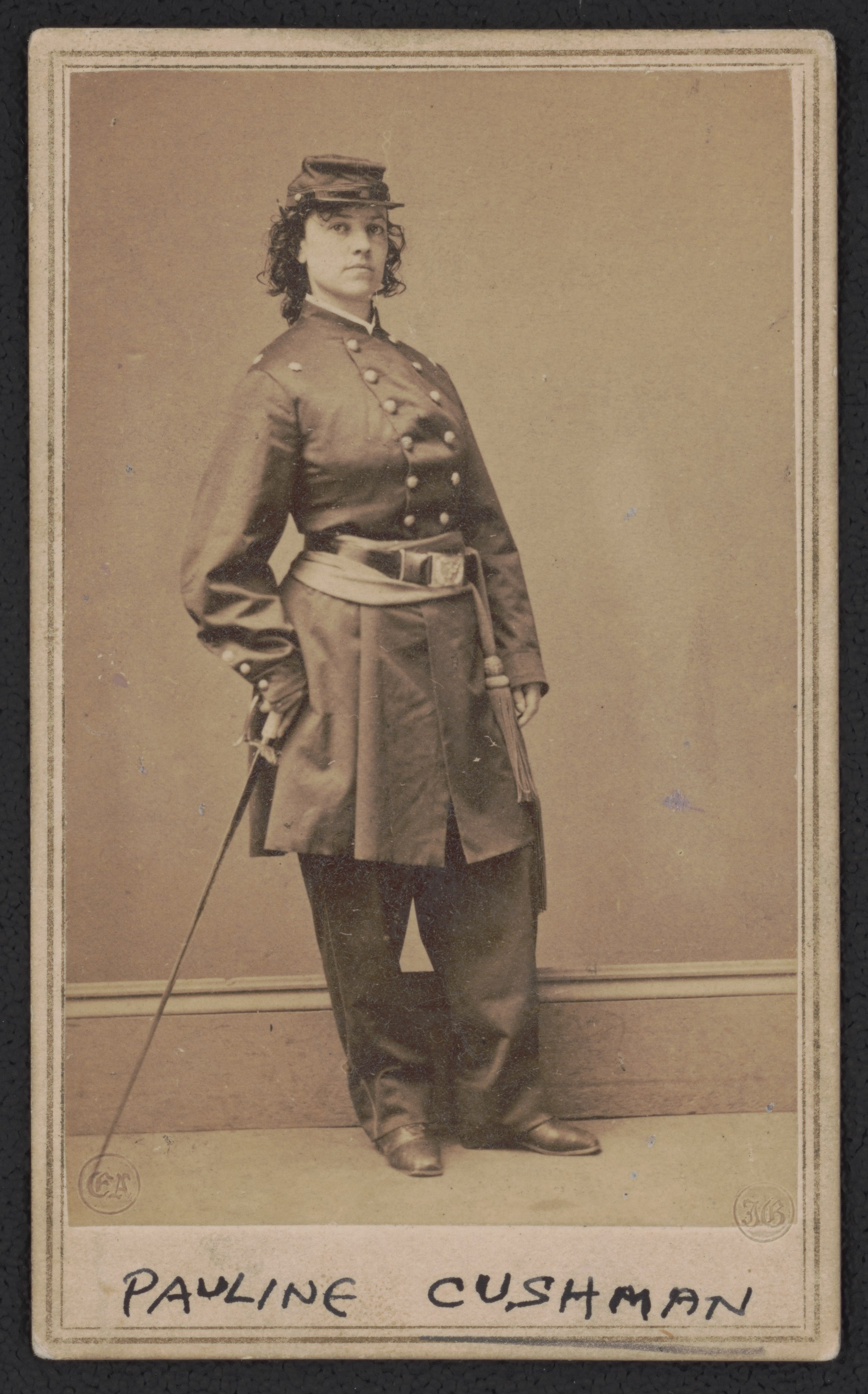
Pauline Cushman in Uniform

Angesichts ihrer misslichen Lage und erschöpft nach ihrem aufreibenden Fluchtversuch nach Nashville wurde Pauline krank. Daher wurde sie in Abwesenheit von einem Militärgericht für schuldig befunden und als erste Frau in den Vereinigten Staaten zum Tod durch den Strang verurteilt. Einigen Quellen zufolge stellte sich Pauline deutlich kränker, als sie war, um die Hinrichtung hinauszuzögern. Zu einer Vollstreckung kam es letztendlich nicht, da die Unionstruppen näher rückten und die konföderierte Armee sich aus Shelbyville zurückziehen musste. Nach dem Einmarsch der Union stellte sich Pauline unter den Schutz der Soldaten und wurde von ihnen nach Nashville zurückgeleitet, wo sie als Heldin empfangen wurde. Eine New Yorker Zeitung schrieb:

„Wenige unserer amerikanischen Frauen haben, wenn überhaupt, der Sache der Union so unschätzbare Dienste geleistet wie diese kühne, schöne Dame. Diese Dienste wurden von der Regierung und Generälen im Feld gewürdigt und ihre Briefe, Zeugenaussagen und persönlichen Anerkennungen beweisen ihre Liebe und ihren Respekt für diese wahrlich treue Dame.“

James A. Garfield verlieh ihr für ihre Dienste den Rang eines Brevet-Majors der Kavallerie und befreundete Damen in Nashville schneiderten ihr ein blaues Reitkostüm mit den Rangabzeichen eines Majors, woraufhin Pauline nur noch als Major Cushman angesprochen werden wollte. Allerdings war durch ihre Gefangenschaft ihre Gesundheit stark angegriffen und sie hatte zeit ihres Lebens mit depressiven Schüben zu kämpfen. Auch war ihr Gesicht so bekannt geworden, dass sie nicht länger als Spionin eingesetzt werden konnte. Dennoch unterstützte sie die Armee weiterhin als Beraterin bezüglich unkartografierter Gebiete in Alabama, Mississippi und Tennessee, in denen sie sich gut auskannte.

### Nachkriegszeit
Ähnlich wie bei der konföderierten Spionin Belle Boyd hatten Paulines Tätigkeiten sie in der Bevölkerung zu einer gefeierten Berühmtheit gemacht. Sie nutzte ihre Bekanntheit nach dem Krieg, um ihre Erfahrungen in Monologform auf der Bühne zu präsentieren, oft in ihrer Uniform. Unter anderem trat sie in den Städten Boston, New York und San Francisco auf. Unterstützt wurde sie eine Zeitlang von dem Schausteller P. T. Barnum, der sie als die Spionin von Cumberland bewarb. Die 1870er Jahre verbrachte sie in Holzfällerlagern, wo Küstenmammutbäume verarbeitet wurden. Laut den Belegen für ihre Altersrente heiratete sie am 19. Dezember 1872 in San Francisco ihren zweiten Ehemann, den in Preußen geborenen August Fichtner, der jedoch zwei Jahre später verstarb.
Im Jahr 1879 heiratete sie ihren letzten Ehemann, den sechzehn Jahre jüngeren Jeremiah, genannt „Jere“, Fryer, dem sie nach der Hochzeit nach Casa Grande, Arizona folgte. Hier betrieb das Paar erfolgreich ein Hotel mit angegliedertem Pensionsstall; allerdings gibt es Hinweise, dass Pauline ein Alkoholproblem entwickelte. Laut Berichten ihrer Zeitgenossen hatte sie nichts von ihrer Unerschrockenheit verloren. So verscheuchte sie eine Gruppe betrunkener Soldaten, die sie nachts mehrmals störten, vermittelte zwischen aufgebrachten Minenarbeitern und trat einem Wahnsinnigen entgegen, der die Stadt mit mehreren Ladungen Nitroglycerin in die Luft sprengen wollte. 

„Unbeeindruckt lief sie auf den Haufen zu und ohne sich um den Verrückten und seine Pistole zu kümmern, zog sie die Zündschnur heraus und warf sie weg. Von dieser Kühnheit einer Frau war der Mann so eingeschüchtert, dass er sich sofort ergab.“

Da die Ehe kinderlos war, adoptierte Pauline ein Neugeborenes namens Emma. Kurioserweise gab sie das Kind selbst ihrem Mann gegenüber als ihr leibliches aus. Nach Verkündung ihrer angeblichen Schwangerschaft reiste sie in Begleitung einer unverheirateten, schwangeren Frau nach San Francisco, wo das Kind am 15. November 1881 geboren wurde. Da sie bekannt war für ihre Eifersucht, wird vermutet, dass sie mit diesem Kind ihren Mann an sich binden wollte. Zum Kummer der Eltern war Emma jedoch mit einer nicht mehr identifizierbaren neurologischen Störung geboren worden, die sich in unkontrollierbaren Zuckungen und Muskelkrämpfen äußerte. Ihr Zustand verschlimmerte sich im Laufe der Zeit und für 1886 ist ein Krankenhausbesuch dokumentiert. Im selben Jahr wurde Fryer Sheriff von Pinal County, weshalb er nach Florence umziehen musste. 

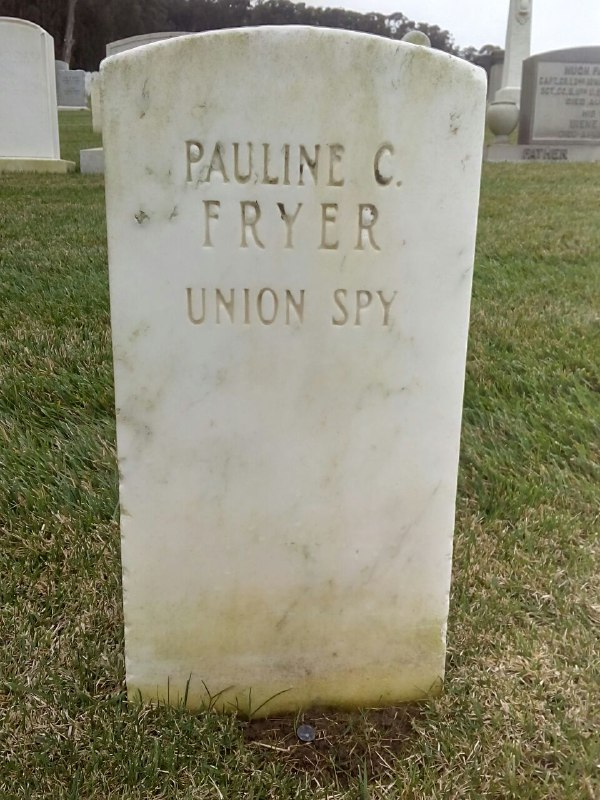
Pauline Cushmans Grab auf dem San Francisco National Cemetery

Als Emmas Zustand sich verschlechterte, brachte Pauline ihre Tochter für anderthalb Jahre ins kühlere Grand Rapids, Michigan. Auf dem Rückweg erlitt Emma in Fremont, Nebraska einen weiteren Anfall und starb am 17. April 1888. Einem Zeitgenossen zufolge erfuhr die leibliche Mutter vom Tod des Kindes aus der Zeitung und verlangte Auskunft von Pauline, woraufhin ihr fassungsloser Ehemann von der Adoption erfuhr. Die Ehe zerbrach und Pauline kehrte nach Casa Grande zurück, um die Leitung ihres Hotels wieder zu übernehmen. Im Jahr 1890 trennte sich Pauline offiziell von ihrem Mann, auch wenn keiner von beiden jemals eine Scheidung beantragte. 
Ihr Ruhm aus dem Bürgerkrieg war längst verblasst und sie befand sich in finanziellen Schwierigkeiten. Aus diesem Grund beantragte sie die Hinterbliebenenrente für Soldatenwitwen, da ihr erster Mann im Krieg gefallen war. Ihr Rang als Brevet-Major war lediglich nominell und somit stand ihr als Zivilistin keine Veteranenrente zu. Im Dezember zog sie nach San Francisco, wo sie bei der Witwe Elizabeth Taylor lebte. Ihre Gesundheit verschlechterte sich rapide. Sie litt unter starkem Rheuma und vermutlich auch Herzproblemen. 1893 starb sie schließlich an einer Überdosis Morphin. Mit Unterstützung der Grand Army of the Republic und des Women Relief Corps wurde sie mit militärischen Ehren auf dem Stadtfriedhof beigesetzt. Später wurden ihre Gebeine auf den San Francisco National Cemetery überführt und liegen nun im Officer Circle. Nahe dem Eingang erinnert eine Gedenktafel an sie.